# Značení lokomotiv

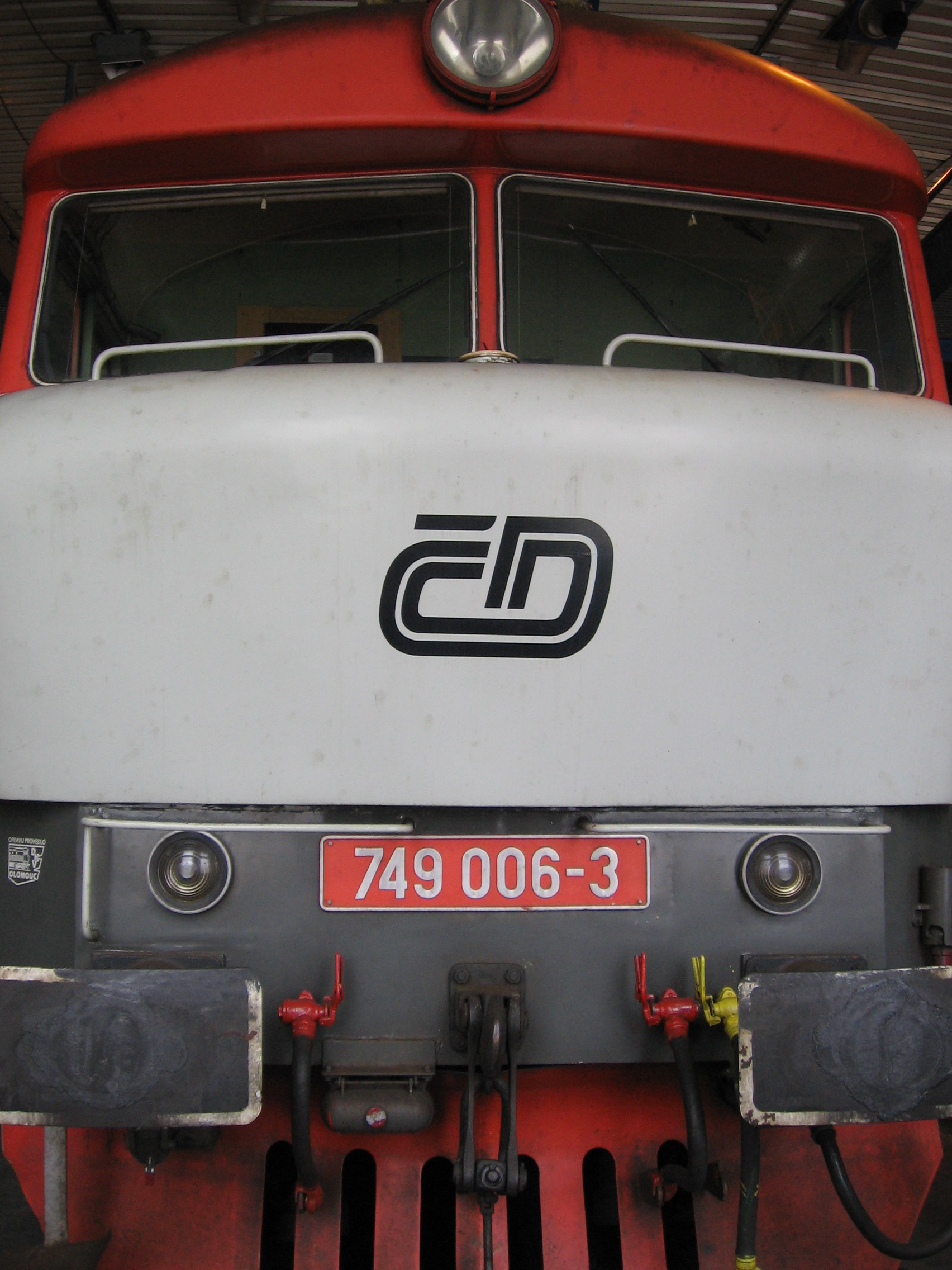
Čelo motorové lokomotivy 749.006

Článek pojednává o způsobu značení lokomotiv v provozu, tj. o způsobu jejich identifikace u uživatele a ve styku se státními orgány – tvorbě evidenčních čísel jednotlivých vozidel resp. označování lokomotivních řad. Typové označení výrobce se od něj může odlišovat a není předmětem tohoto článku. Na českém území značení prošlo několika stádii.

## Vývoj značení lokomotiv na českém území

### Jmenné značení
Dokud bylo v provozu jen několik lokomotiv, byly označovány jmény. Vůbec první lokomotiva na českém území (11. listopadu 1838) se jmenovala Moravia.

### Značení železničních společností
Při vzrůstajícím počtu strojů bylo takové značení neúnosně nepraktické. Postupně si během druhé poloviny 19. století jednotlivé železniční společnosti v Rakousku zaváděly vlastní systémy číselného značení. Ty se začaly sjednocovat až během postátňování drah v osmdesátých letech 19. století.

### Značení rakouských státních drah
Od roku 1886 využívaly rakouské státní dráhy číselné značení lokomotivních řad.
- 1–9 – rychlíkové lokomotivy
- 10–29 – lokomotivy osobních vlaků
- 30–79 – lokomotivy nákladních vlaků
- 80–99 – lokomotivy místních drah

### Značení Československých státních drah (1923–1987)

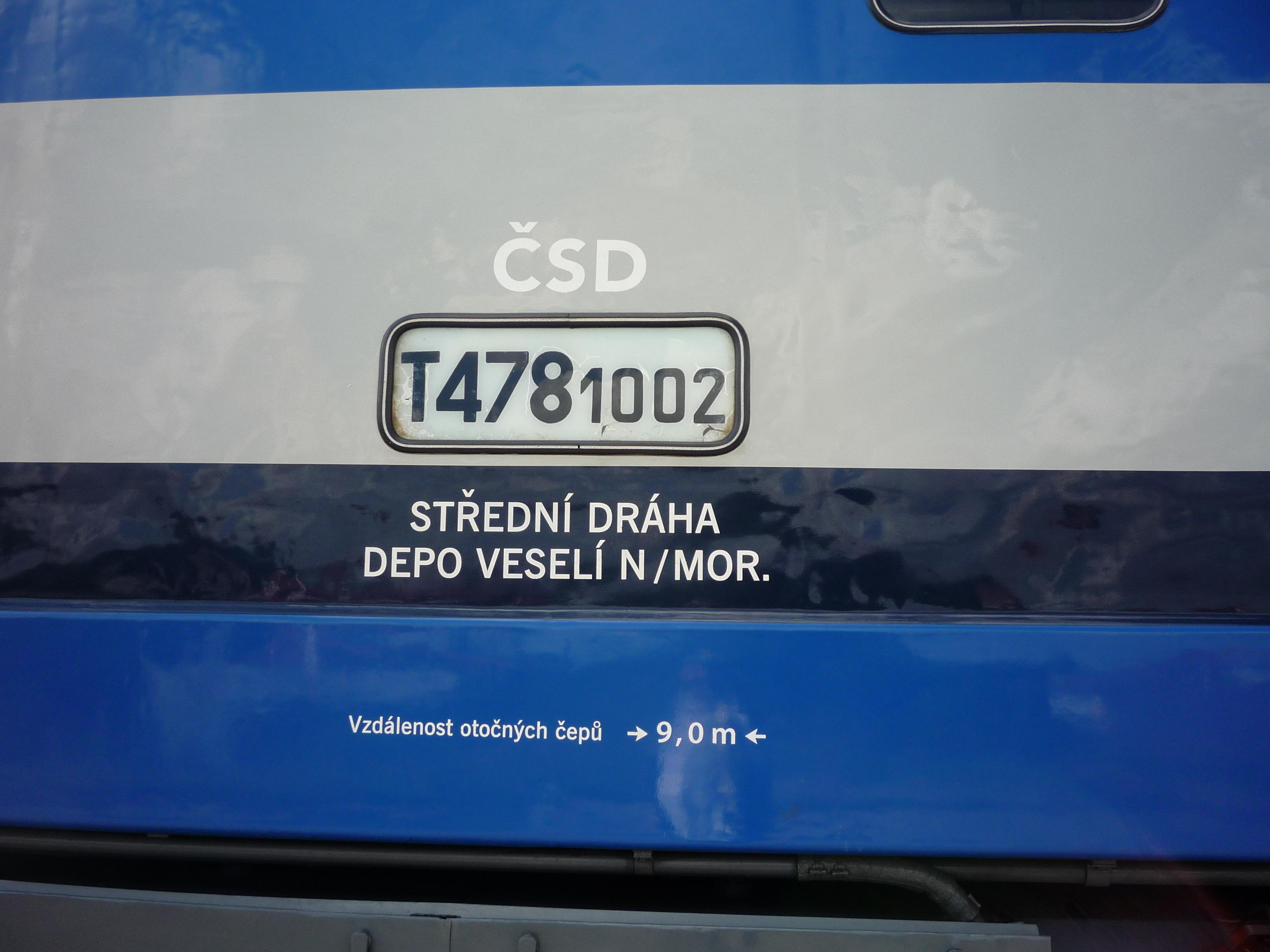
Dobové označení historické motorové lokomotivy T 478.1002 (pozdější 751.002) podle Kryšpínova systému značení

V roce 1923 byl československým ministerstvem železnic vyhlášen nový systém označování hnacích vozidel v Československu, který navrhl Vojtěch Kryšpín. Značení jednotlivých vozidel se skládá z písmenné zkratky trakce, trojmístného kódu hnacího vozidla (u úzkorozchodných vozidel pouze dvojmístného) a tří- nebo čtyřmístného menšího rozlišovacího čísla. Písmena i jednotlivé číslice jsou dány technickými parametry vozidel. Používán byl do konce roku 1987.
Písmeno značí typ trakce vozidla a případně typ vozidla (lokomotiva, vůz/jednotka). Parní lokomotivy, které byly v době zavádění Kryšpínova systému nejrozšířenější, nemají žádné písmeno. K nejrozšířenějším písmenům patří T (motorová lokomotiva se spalovacím motorem), M (motorový vůz či jednotka), E (elektrická stejnosměrná lokomotiva), S (elektrická střídavá lokomotiva), ES (elektrická dvojsystémová lokomotiva) a U (úzkorozchodná parní lokomotiva).
Velké číslice znamenají:
- První číslice označuje počet hnacích náprav.
- Druhá číslice označuje maximální rychlost. Rychlost v km/h se vypočte přičtením čísla 3 a poté vynásobením číslem 10.
  - Maximální rychlosti více než 120 km/h se v označení nerozlišovaly, značeny byly nejvyšší možnou číslicí 9.
  - U úzkorozchodných vozidel je číslice označující rychlost vypuštěna, protože na takových tratích byla obvykle omezena rychlost nanejvýš na 40 km/h.
- Třetí číslice označuje hmotnost na nápravu. Hmotnost na nápravu v tunách se vypočte přičtení čísla 10 (po vynásobení počtem náprav vyjde celková hmotnost lokomotivy, u parních lokomotiv normálního i úzkého rozchodu je to přibližná celková hmotnost, neboť hmotnost na jednotlivé hnací nápravy není stejná).
  - U úzkorozchodných vozidel udává druhá číslice přímo hmotnost na nápravu v tunách.

Malé číslice znamenají
- První číslice označuje konstrukční skupinu (typ) vozidla. Písmena a číslice až po tuto číslici včetně označují lokomotivní řadu daného vozidla.
- Zbylé dvě nebo tři číslice tvoří inventární číslo vozidla v dané konstrukční skupině.

Podobné značení, vycházející z technických parametrů (objemu vodojemu a uhláku), bylo použito i pro vlečné tendry parních lokomotiv.

### Značení ČSD, ČD a českého Drážního úřadu po roce 1988

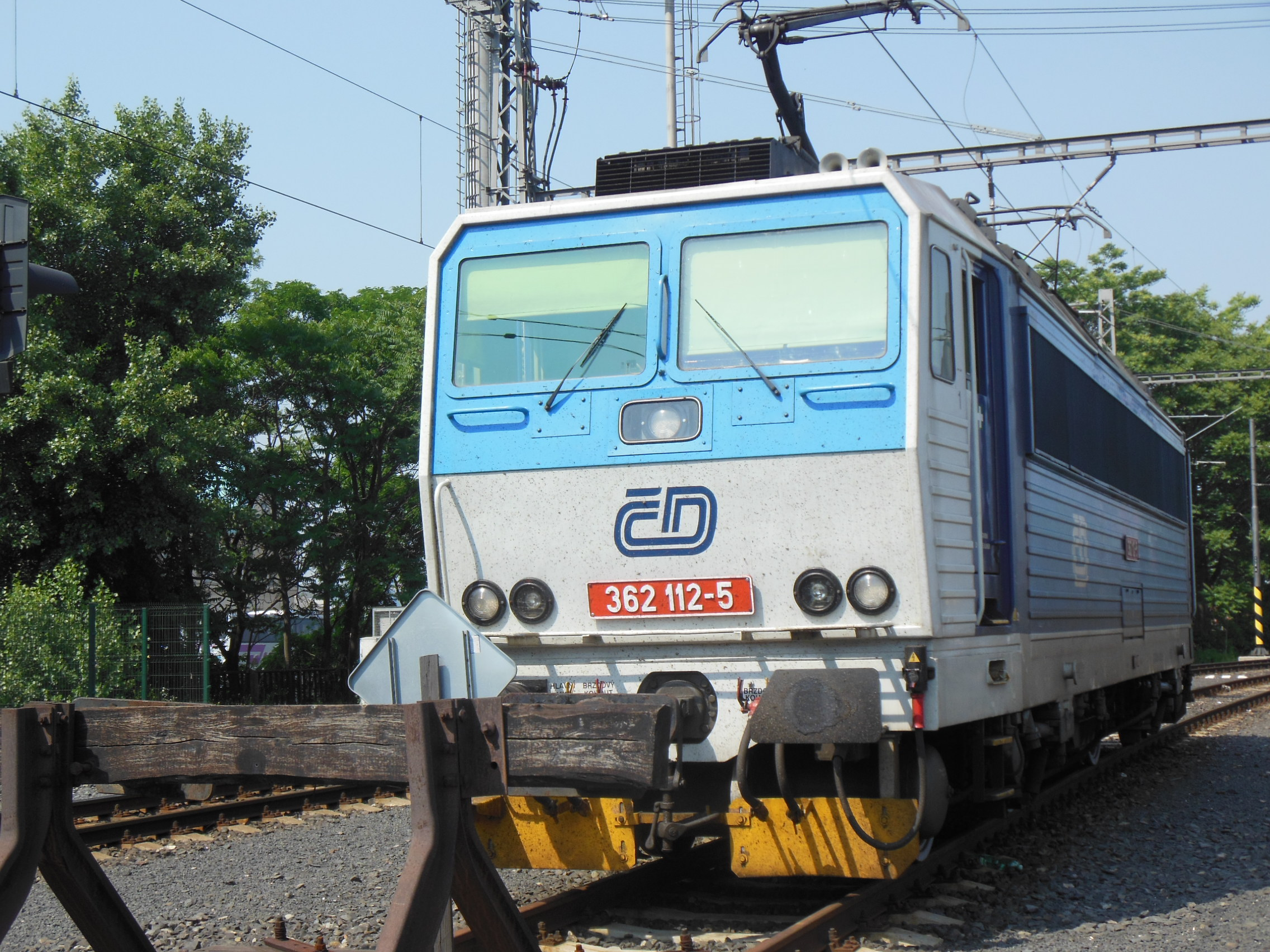
Elektrická lokomotiva 362.112

V roce 1971 zavedla Mezinárodní železniční unie nové značení, na které přešly od počátku roku 1988 i ČSD. Značení ČSD převzaly jak české, tak slovenské železnice, avšak nové typové řady již označují nezávisle na sobě, tj. původní československý systém číslování se rozštěpil na dva nezávislé národní systémy, které v rámci státu platí i pro další dopravce a držitele vozidel, nejen pro následnickou organizaci někdejšího národního dopravce.
V rámci možností byla zachována částečná kompatibilita s předchozím systémem.
Nové značení platné v současnosti obsahuje 7 číslic:
- První číslice označuje trakci a typ hnacího vozidla, rozdělení specifické pro Československo a nástupnické státy:
  - 1 – elektrická lokomotiva na stejnosměrný proud
  - 2 – elektrická lokomotiva na střídavý proud
  - 3 – elektrická lokomotiva dvou- či vícesystémová
  - 4 – elektrická jednotka nebo vůz na stejnosměrný proud
  - 5 – elektrická jednotka nebo vůz na střídavý proud
  - 6 – elektrická jednotka nebo vůz dvou- či vícesystémový
  - 7 – motorová lokomotiva
  - 8 – motorová jednotka nebo vůz
  - 9 – řídící vůz (od roku 1994, od roku 2009 řídící vůz jednotky)
  - 0 – vložený (nemotorový) vůz (od roku 1994, od roku 2009 vložený vůz jednotky)

- Druhá a třetí číslice tvoří tzv. konstrukční skupinu. Přesně nijak nevypovídá o charakteristice vozidla.
- Čtvrtá až šestá číslice reprezentuje evidenční číslo. Každá lokomotiva tak je díky svému značení jedinečná.
- Sedmá číslice je kontrolní. Slouží pro ověření správnosti opsání čísla do počítače.

Příklad: 749 263-0
7 - - 263-0 : motorová lokomotiva (s jakýmkoliv přenosem výkonu na nápravu)
- - - 263-0 : evidenční číslo
- - - 263-0 : kontrolní číslice, viz dále
Příklad: 680 005-2 (Pendolino)
6 - - 005-2 : elektrická jednotka vícesystémová
- - - 005-2 : evidenční číslo
- - - 005-2 : kontrolní číslice, viz dále
Příklad: 971 012-3
9 - - 012-3 : řídicí vůz (vůz, na jehož jedné straně se nachází stanoviště strojvedoucího k ovládání lokomotivy nebo el. vozu zařazenému jinde ve vlaku, nemá vlastní pohon)
- - - 012-3 : evidenční číslo
- - - 012-3 : kontrolní číslice, viz dále
Elektrické a motorové jednotky jsou složeny z několika typů vozidel, např. souprava CityElefant je vlastně jednotka složená z elektrického vozu (471), jednoho vloženého vozu (071) a řídicího vozu (971). Složení se potom zapisuje takto: 471+071+971. Obdobně tomu může být např. u soupravy motorových vozů: 843+043+043+943 apod.

#### Přidělování čísel
V současnosti přiděluje Drážní úřad tato čísla všem lokomotivám (včetně historických) všech provozovatelů v ČR. Takže každé hnací vozidlo, které má platný průkaz způsobilosti (bez něho jej není možné provozovat) musí mít přiděleno výše popsané číslo. V praxi se zejména na menších vlečkách stává, že lokomotivy nejsou fyzicky tímto označením vybaveny. Historická vozidla bývají pro zachování historické věrnosti viditelně označena starým označením a povinné nové označení je pak umístěno na stanovišti strojvedoucího.

#### Psaní čísel
Číslo se na hnacích vozidlech udává tak, že mezi třetí a čtvrtou číslicí se píše mezera, mezi šestou a sedmou pomlčka (např. 163 046-6).
V psaném textu se číslo píše tak, že se místo mezery mezi třetím a čtvrtým uvede tečka (např. 163.046-6).

#### Výpočet kontrolní číslice
Vypočítá se následujícím způsobem:
- číslice na lichých místech se násobí jedničkou.
- číslice na sudých místech se násobí dvojkou. Sečtou se ciferné součty výsledku.
- Vzniklý součet se odečte od nejbližší vyšší desítky.
- Výsledná číslice je kontrolní číslicí označení lokomotivy.

Příklad:
- 151.001 – kód lokomotivy

Výpočet:
- 1×1 = 1
- 2×5 = 10, 1 + 0 = 1
- 1×1 = 1
- 2×0 = 0
- 1×0 = 0
- 2×1 = 2
- Součet = 5

Součet odečtený od nejbližší desítky (v tomto případě 10) je 10 - 5 = 5.
Lokomotiva 151.001 má tedy kontrolní číslici 5.

#### Barevné značení
Ke značení trakce se u ČSD používala i barva nátěru; zbytky tehdejších barevných schémat přetrvávají i po zavedení korporátního stylu Českých drah:
- stejnosměrné lokomotivy – zelená barva
- střídavé lokomotivy – červená barva
- dvousystémové lokomotivy (3 kV DC a 25 kV 50 Hz AC) – modrá barva, lokomotivy řady 372 a 371 (3 kV DC a 15 kV 16,7 Hz AC) – tmavě červená
- motorové lokomotivy a vozy – červená barva

## Značení UIC a TSI
V zemích Evropské unie je označování železničních vozidel upraveno rozhodnutím Evropské komise z roku 2006, tzv. „TSI - Provoz a řízení dopravy“, které plně vstoupilo v platnost v roce 2010. Jde o převzetí a rozšíření dřívějšího systému podle Mezinárodní železniční unie (UIC). (Vyhláška UIC 438-3).
Pro vozidla v kategorii hnacích platí, že 1. a 2. číslice označuje typ vozidla (9x). 3. a 4. číslice udává kód země (pro ČR 54) a 5. číslice je doplňková, aby kontrolní součet 12- a 7místného označení byl stejný. Zbývajících 7 číslic je současně běžně užívané označení a kontrolní číslice.
Prvních pět číslic má tedy význam:
- 90 54 3 jiné hnací vozidlo (historické)
- 91 54 7 elektrická lokomotiva
- 92 54 2 dieselová lokomotiva
- 93 54 6 vysokorychlostní elektrická jednotka
- 94 54 1 elektrická jednotka (kromě vysokorychlostních)
- 95 54 5 dieselová jednotka
- 96 54 0 specializovaný přívěsný vůz
- 97 54 x posunovací elektrická lokomotiva (vzhledem k tomu, že by doplňková číslice byla 9, což je v rozporu s TSI, bude použito označení 91 54 7 xxx xxx-x)
- 98 54 4 posunovací dieselová lokomotiva
- 99 54 8 údržbové vozidlo

Před tímto číslem se uvádí země registrace a kód držitele (VKM). Celé označení tedy vypadá například takto:
CZ ČD 94 54 1 471 032-3